# 筒井城
筒井城（つついじょう）は、奈良県大和郡山市筒井町にあった日本の城。室町時代、戦国時代を通じて大和国の政治史の中心的存在であった興福寺衆徒筒井氏の居城であった。

## 概要

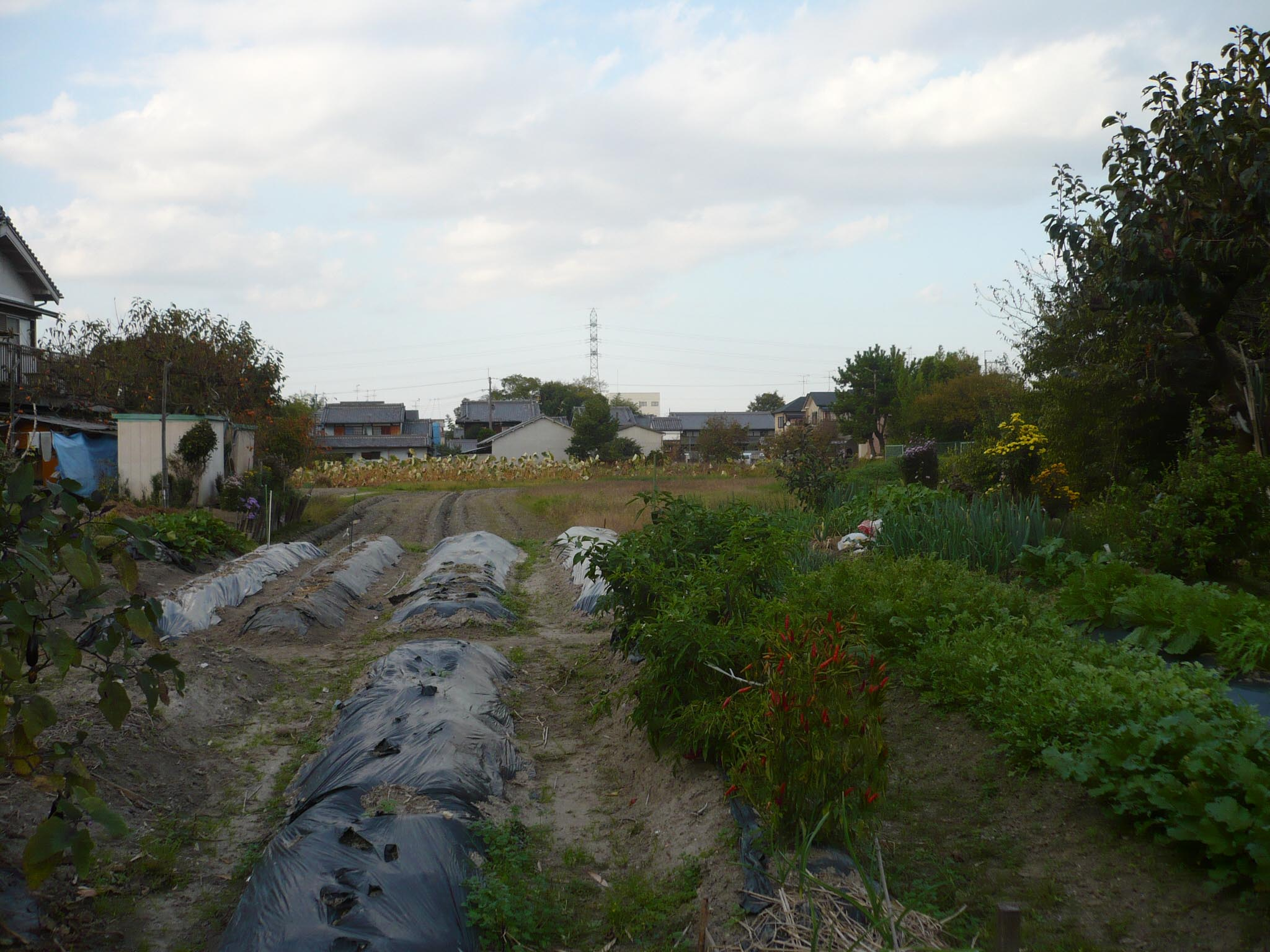
筒井城跡地/現在は畑地になっている

筒井城は近鉄橿原線筒井駅より東北一帯に位置し、城郭はおおよそ南北400m、東西500mで、平地部に築かれた中世の城としては比較的規模が大きく、筒井の集落を囲む形で筒井城があった。現在の筒井城跡は、宅地、畑地、水田となっているが、内曲輪と外曲輪を巡った堀跡が点在している。その堀に囲まれた城内には筒井氏とその家臣団の屋敷があった。また、筒井には市場があったことが確認されており、筒井城の「市場も外堀内部にも設けられていた可能性が高いと思われる」と指摘されている。また筒井集落は、様々な場所で道が折れ曲がり直進できない構造になっている。これらの道や地割は筒井城が築かれた当時の様子をうかがい知る事が出来る。

## 沿革

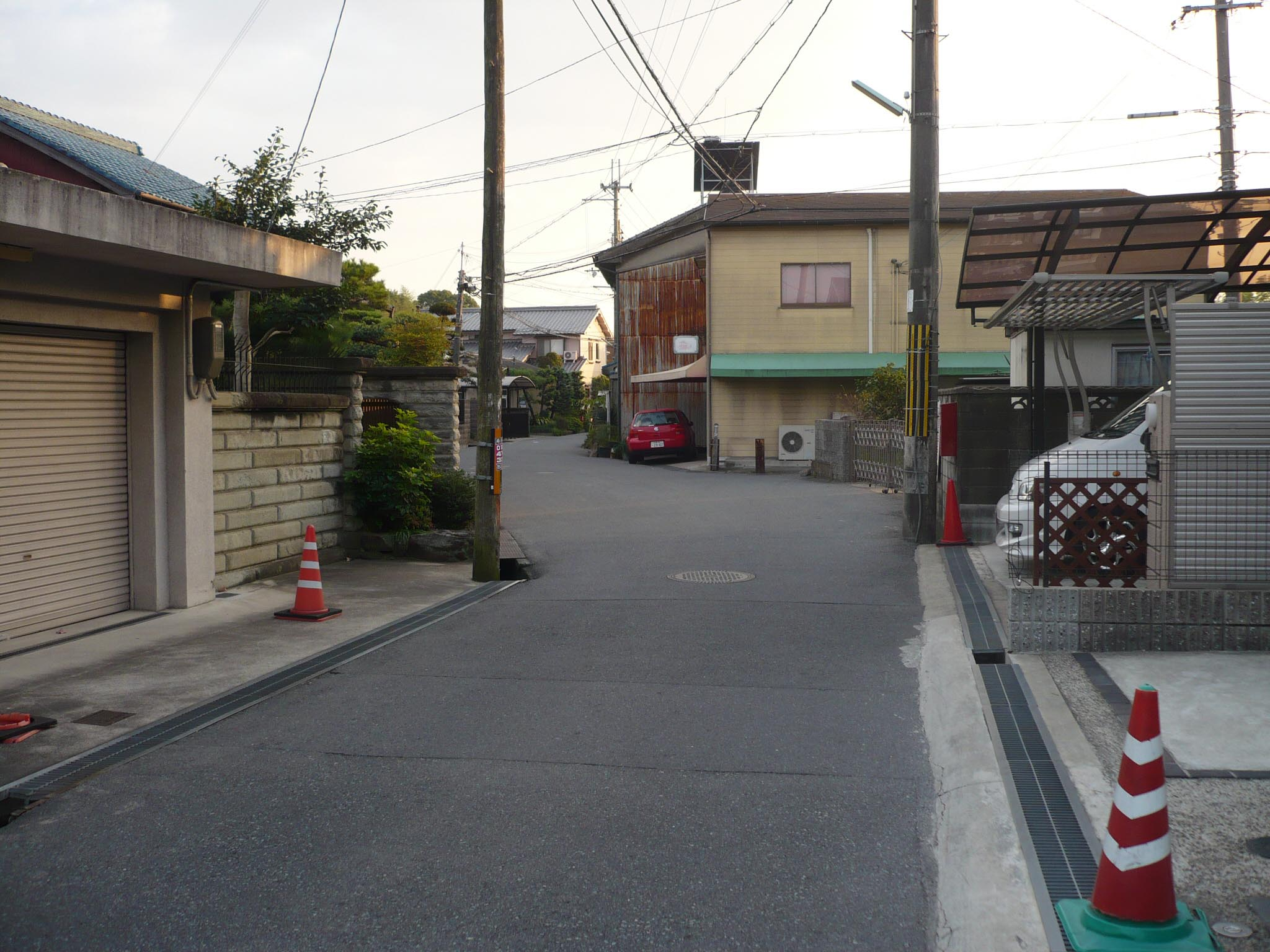
筒井城をはしる吉野街道（築城当時は更に鍵の手状に折れていたと考えられている）

筒井城が築かれた時期については不明であるが、文献上の初見は『満済准后日記』に、大和永享の乱が始まった永享元年（1429年）で城主は筒井順覚。この時は「筒井館」と記載されている事もあった。その後、戦乱の世を生き延び居館から城郭へ発展していったのではないかと思われている。嘉吉元年（1441年）には城主は筒井順永にうつり、応仁の乱、戦国時代を通じて何度か筒井城をめぐる攻城戦が行われその史料も豊富に残されている。

応仁の乱は細川勝元を総大将とする東軍と、山名宗全が率いる西軍の争いであったが、河内ではそれ以前に畠山義就と畠山政長が分かれて争っており、これに大和の国人衆が分裂してそれぞれに加勢し、その流れに応仁の乱が巻き込まれていく。

### 第一次筒井城の戦い

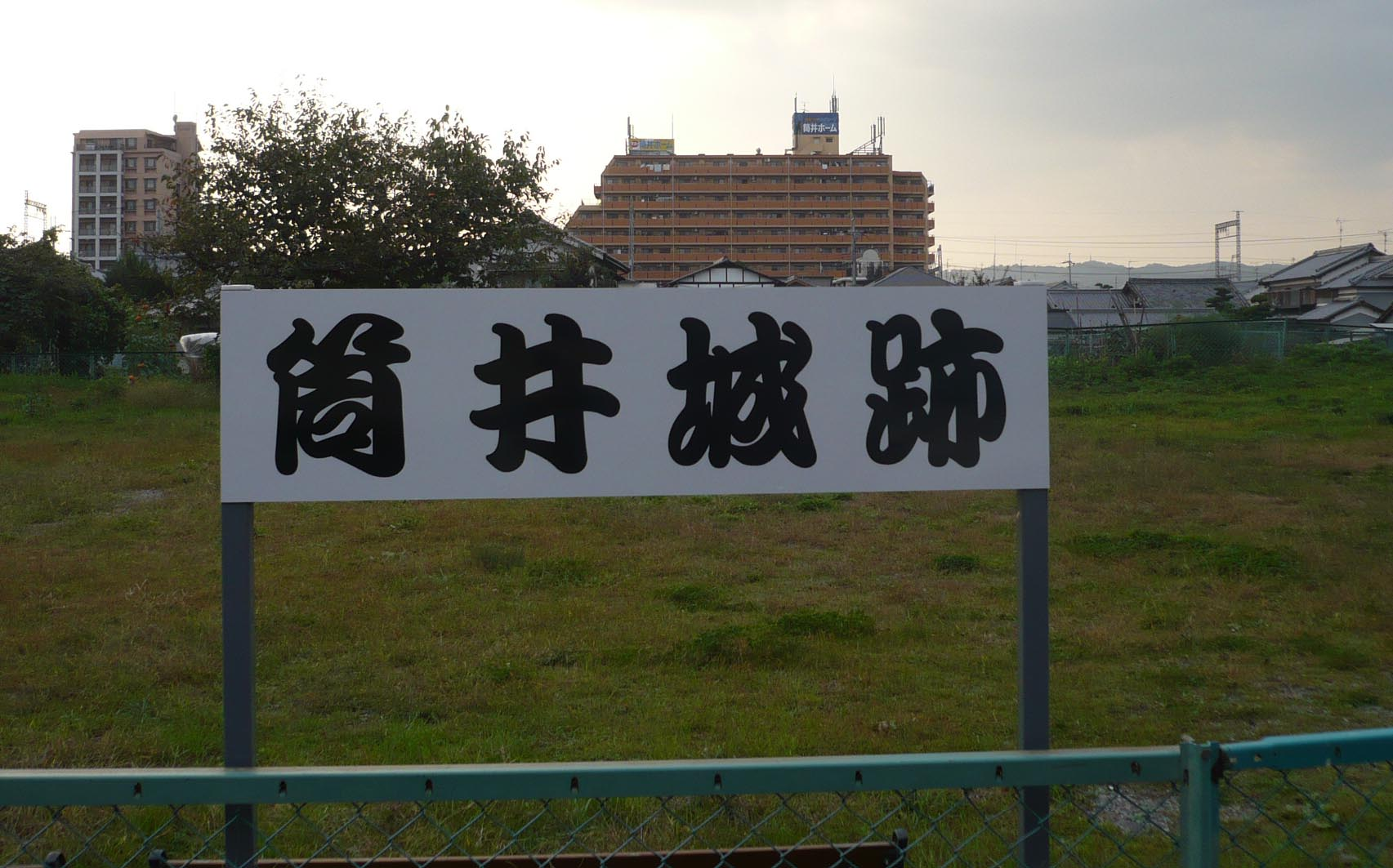
筒井城の案内看板

畠山氏の家督争いをめぐる大和国の諸士にも影響を与える事になる。この争いに筒井順永は畠山弥三郎に与していたが、康正元年（1455年）7月2日に畠山義就軍は筒井城を攻城し、成身院光宣、筒井順永兄弟は防戦したが緒戦で敗北した。
しかし、筒井城そのものは持ちこたえた。この戦いで大和に点在する西大寺や興福寺等の寺院は怯え、同年8月10日には門を閉じてしまった。その事が原因となったのか、同日貝吹山城にいた越智伊予守が出軍して、筒井城の攻囲軍に加わった。この頃箸尾氏、片岡氏は筒井氏の与力になっていて、箸尾城、片岡城を守っていたが、畠山義就、越智伊予守連合軍は多数によって、これらの城も攻城した。各所で戦闘となったようだが、8月19日に筒井城、箸尾城、片岡城は落城した。光宣、順永兄弟は福住城へ逃走していった。

その後、管領細川勝元の仲介によって畠山義就、越智伊予守連合軍と和睦し、長禄3年（1459年）6月1日に光宣、順永兄弟と箸尾宗信は帰城することになり、筒井城にいた越智伊予守軍は城を去って行った。

### 第二次筒井城の戦い
第一次筒井城の戦いから11年後、再び大和、河内で勢力を拡大してきた畠山義就が筒井城にも攻城してきた。この時もかなりの大軍だったらしく、抵抗できなくなった筒井順永軍は、筒井城から脱出し南西へ約10km距離をおいた箸尾城に退避した。
義就の反対勢力であった畠山政長に属していた諸将は、この時それぞれの城下町が焼かれ、多くの死傷者が出て、殆どが敗れていた。この時の状況は『大乗院寺社雑記事』に記述されている。その後大和は義就派に掌握されることになる。

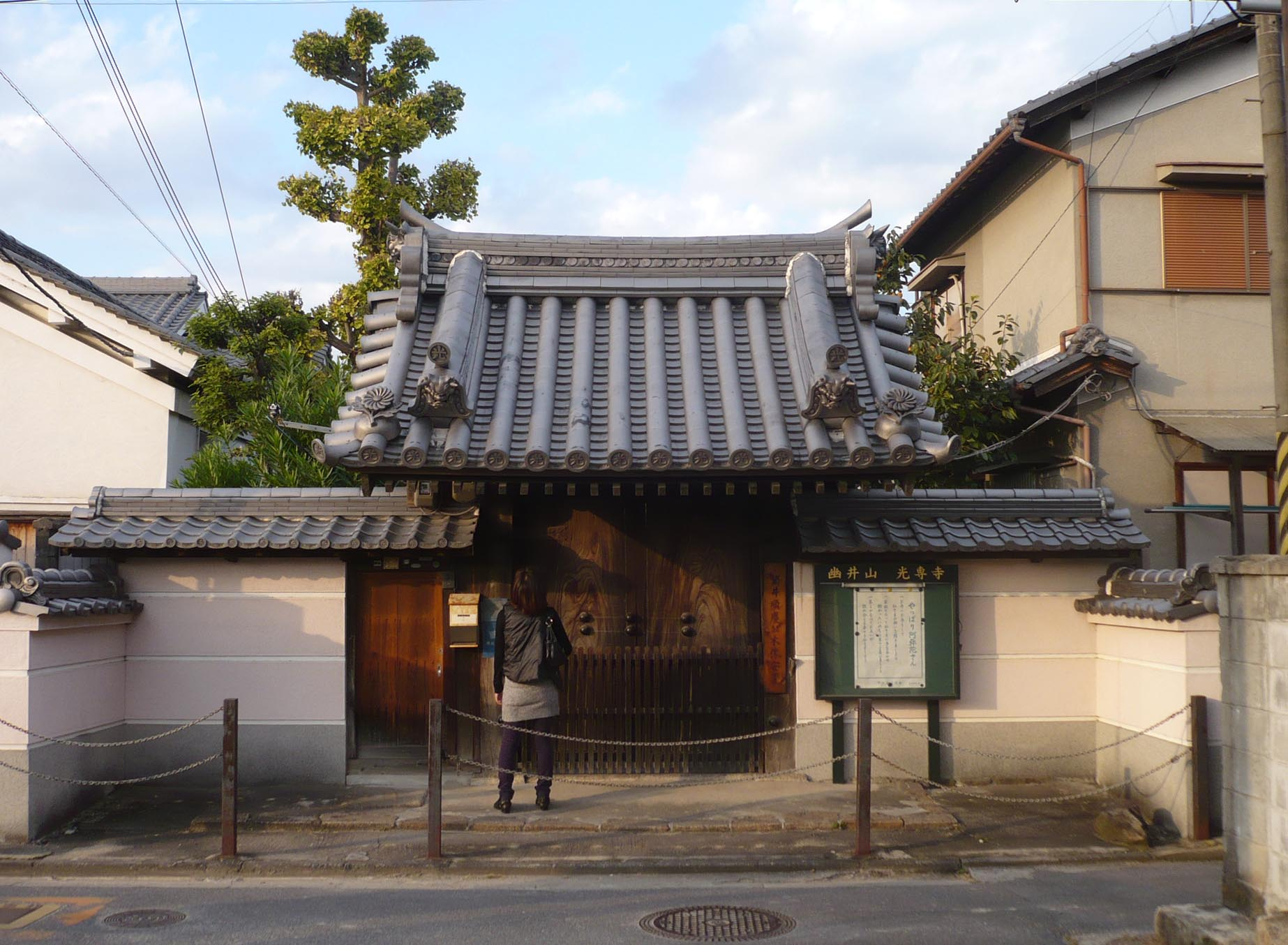
光専寺の山門/筒井城内に建つ

### 第三次筒井城の戦い

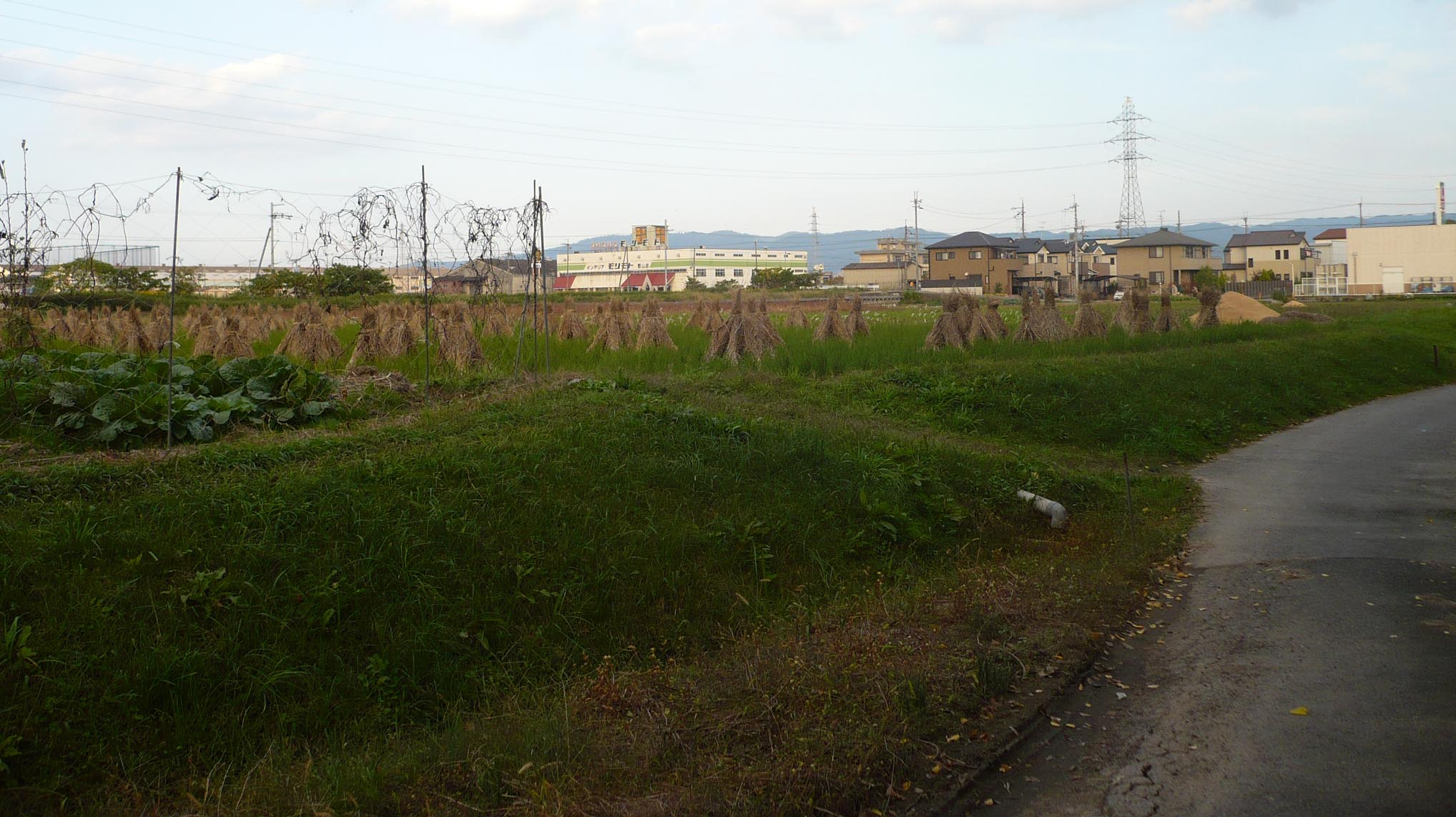
筒井城の北側より北東方向を撮影

筒井順永は筒井氏の中興の明主と言われ、大和武士随一の地位を築き、十市氏、布施氏、宝来氏、木津氏、箸尾氏、福住氏等の国人衆を麾下に加えていった。俗に「筒井党」と称されることになる。しかし、順永が文明8年（1476年）4月3日に死去すると筒井城も再び狙われることになる。
順永の後は長男の筒井順尊が継いだが、越智家栄、古市氏連合軍は翌文明9年（1477年）1月に攻城してきた。順尊に反撃する力はなく、｢十一日、夜筒井本城焼失｣(『大乗院寺社雑記事』)と記載されている。その後順尊は未だ勢力圏にあった福住城に逃げ去って行った。
10月に改めて畠山政長軍に合力した順尊は、箸尾氏らと共に河内に出軍したが敗れ、大和に引き返した。この敗戦がきっかけとなり越智党を勢いづけることになり、本格的に大和を支配することになる。一方順尊は長享3年（1489年）7月22日に京都で客死してしまい弟の成身院順盛が順尊の遺児順賢の後見人として筒井氏を取り仕切ることになる。

### 第四次筒井城の戦い

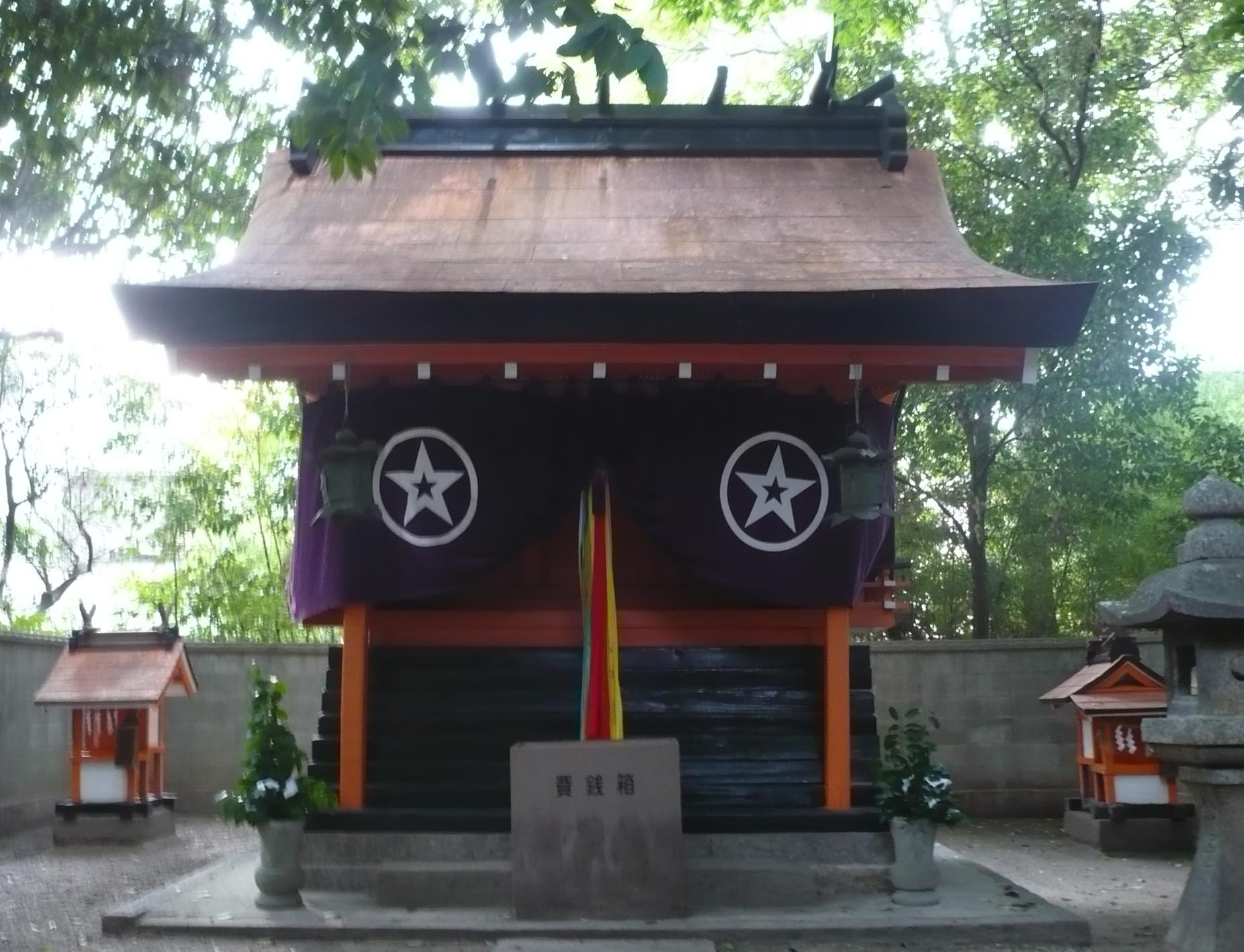
菅田比売神社の本殿/筒井城内に建つ

畠山義就軍は、反対勢力が籠城していた河内犬田城を文明15年（1483年）8月13日より攻城した。この時「越智党」に属していた古市氏は武名を上げ、同年9月27日に犬田城は落城した。古市軍は、2日後の29日に筒井城も攻城した。この動きに即応して十市、箸尾両軍は援護に回るべく筒井城の南側にある結崎に陣取った。古市軍は調略を巡らし、箸尾軍は古市軍へ寝返り、筒井城は落城した。

筒井軍は東山内へ、十市軍は藤井方面に逃走した。この戦いで周辺の村は焼かれてしまった。

### 第五次筒井城の戦い

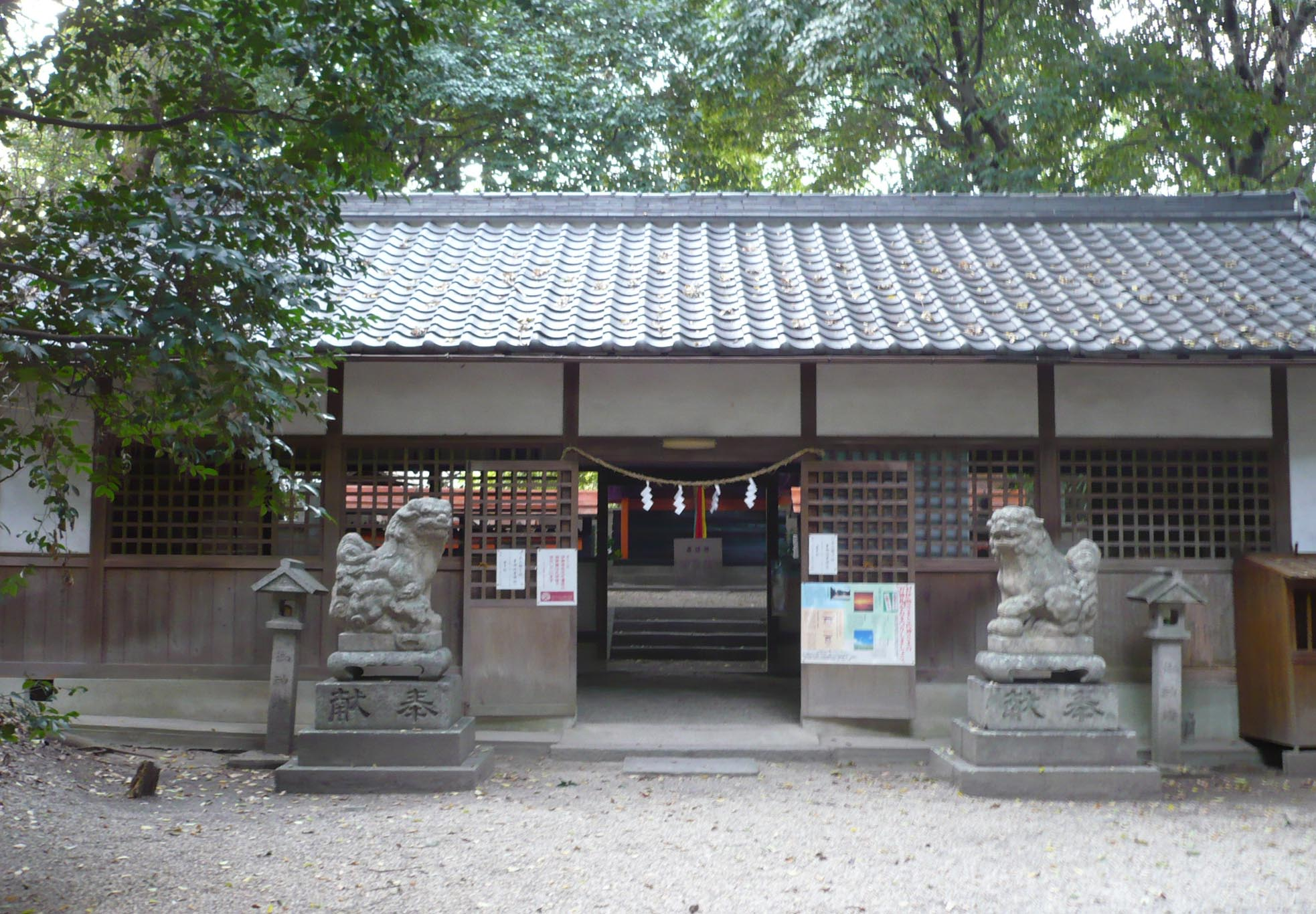
菅田比売神社の拝殿/筒井城内に建つ

永正年間には大和は赤沢朝経や養子の長経に抑えられていた。大和の国人衆は対抗して国人一揆を形成、大和国人一揆衆とも呼ばれている。ただ古市氏や狭川氏はこの一揆衆には加わらず赤沢軍に加担したようである。
しかし永正の錯乱で細川政元が暗殺、赤沢朝経が丹後で戦死、大和で駐留していた赤沢軍が京都に退いていくと、大和の支配をめぐり再び争い始める事になる。それまで越智党と戦術的に和議を結んでいた筒井党であったが、もともと敵対関係にあった越智氏、古市氏が永正13年（1516年）10月に攻城して、成身院順盛軍は敗れ去った。

この頃、越智党には畠山義英が、筒井党には畠山稙長が加わったが、翌永正14年（1517年）8月に両者の間で和睦が成立すると、筒井、越智、古市氏の間でも和議が成立した。

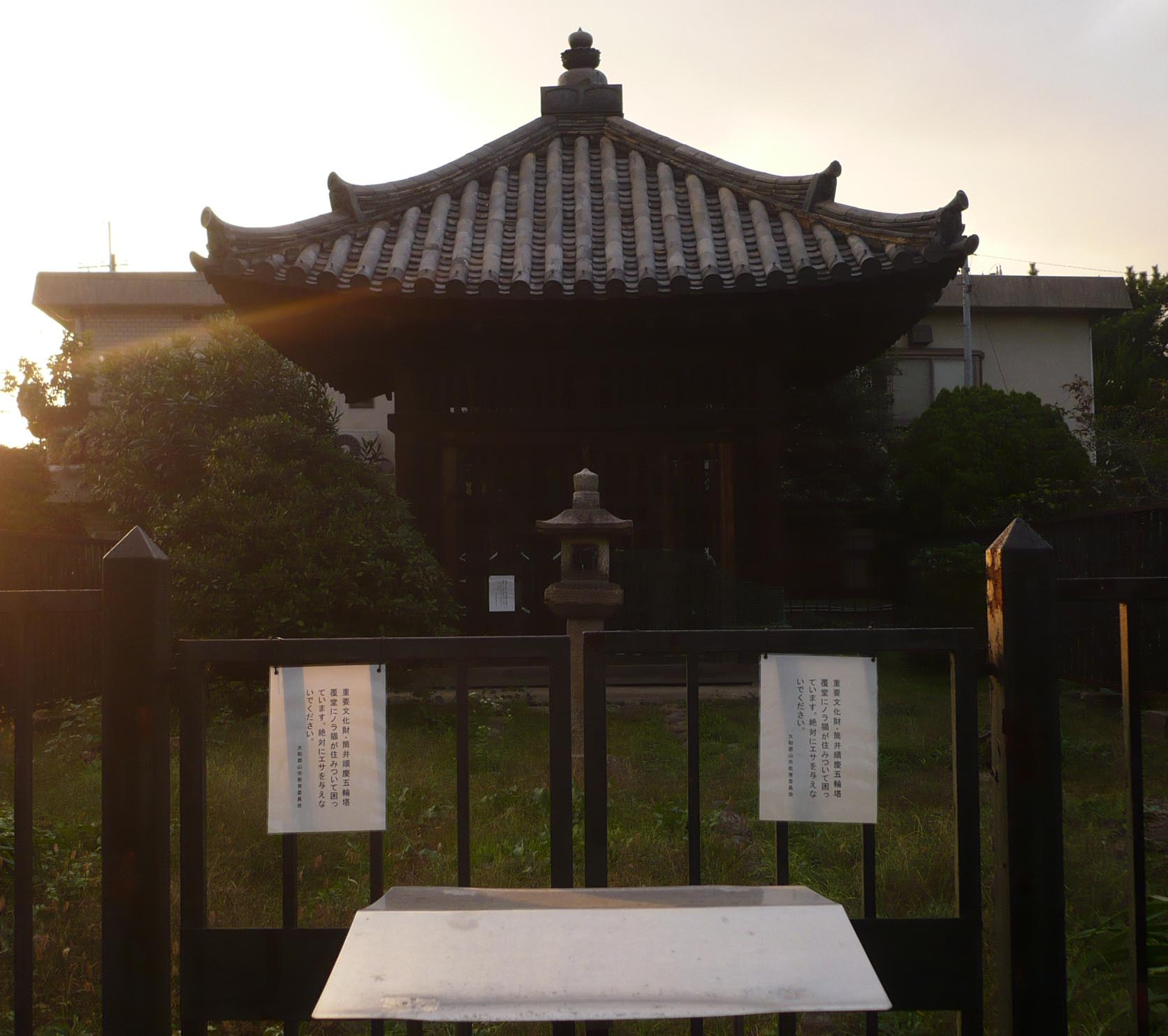
筒井順慶の五輪塔覆堂/重要文化財指定

その後大和は混乱した状態となる。越智、古市氏の間でも和議が成立し、筒井氏は大和の支配権を掌握するようになるが、享禄元年（1528年）に柳本賢治が乱入してくると頓挫してしまう。賢治が中嶋の戦いで暗殺されると木沢長政が大和北半国を治める事になったが、長政も太平寺の戦いで討死にすると、今度は十市遠忠が台頭してきて筒井順昭は十市遠忠と大和の支配をめぐって競い合った。天文14年（1545年）に遠忠も死亡すると、大和の制圧に成功した。
しかし、大和を掌握した順昭であったが、同年に死去してしまう。家督は子の順慶に移ったがまだ幼少であったため、松永久秀が永禄2年（1559年）に大和へ侵攻し、筒井城は永禄8年（1565年）11月に久秀から攻撃をうけ、炎上してしまった。その後東大寺大仏殿の戦いがあり翌永禄9年（1566年）には取り戻すが、永禄11年（1568年）10月に再び松永軍に占領されてしまう。
この時の筒井氏、松永氏の攻城戦（第六次筒井城の戦い以降）ついては筒井城の戦いも参照。
松永方に移った筒井城は多聞山城、信貴山城に次ぐ重要拠点して用いられた。これは郡山城を攻める拠点として、多聞山城と信貴山城のルートを確保するため繋ぎの城、支城であった。この時の松永方の史料には筒井城の事を「平城」とだけ記されている。
元亀2年（1571年）8月、松永軍と辰市城の戦いで筒井軍が勝利すると、順慶の力を重視した明智光秀の仲介により織田信長に帰服を許可し筒井城を回復した。やがて久秀は信長に謀反を起こして自殺（信貴山城の戦い）、一方の順慶は天正7年（1579年）に筒井城を改修しようと多聞山城の石垣を筒井城に移したが、信長の「大和一国破城命令」により廃城とし、居城を郡山城に移した。翌天正8年（1580年）8月17日の事であった。

### 歴代城主
| 何代城主 | 初代城主 | 2代城主  | 3代城主  | 4代城主  |
| -------- | -------- | -------- | -------- | -------- |
| 城主名   | 筒井順覚 | 筒井順弘 | 筒井順永 | 筒井順尊 |
| 何代城主 | 5代城主  | 6代城主  | 7代城主  | 8代城主  |
| 城主名   | 筒井順賢 | 筒井順興 | 筒井順昭 | 筒井順慶 |

## 城郭

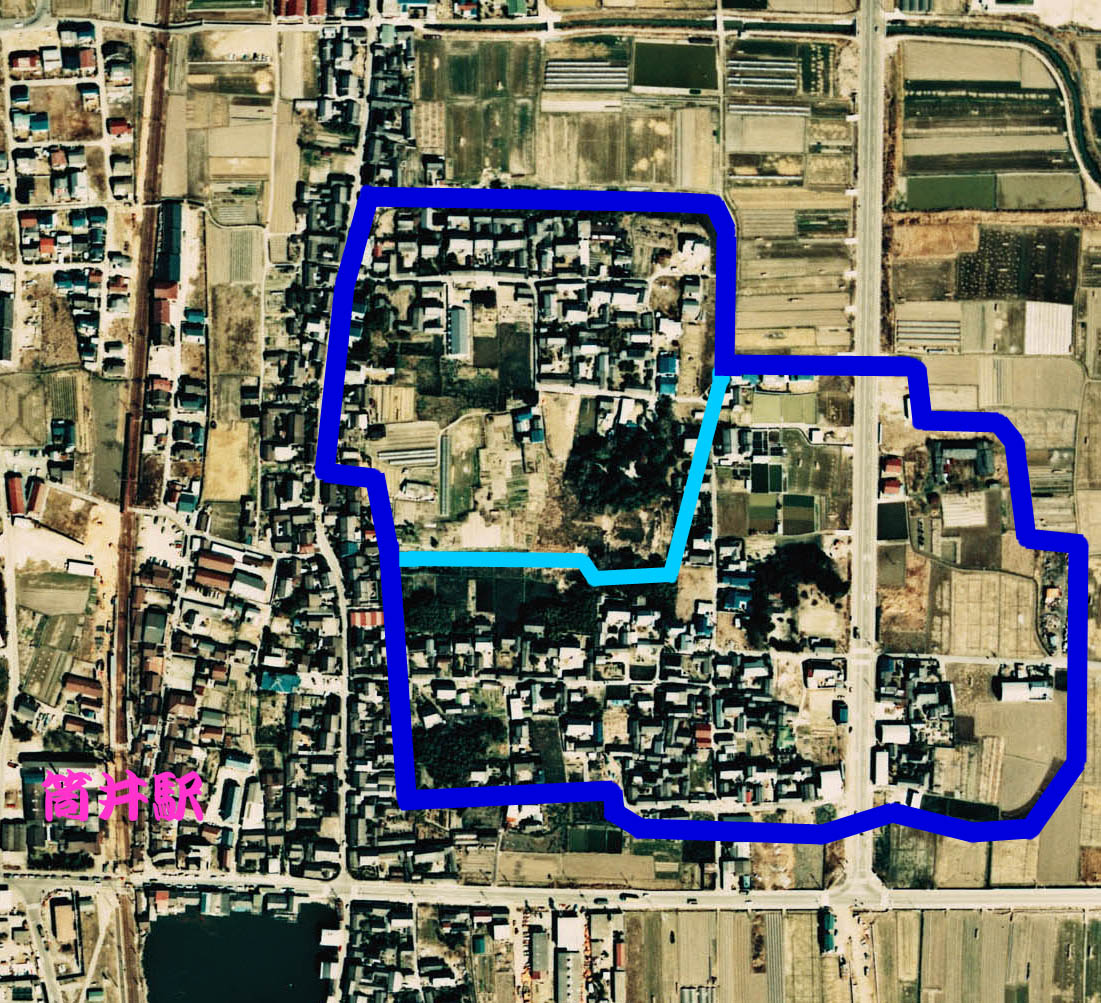
筒井城の推定城郭部分/

筒井城は、筒井集落全体を囲む外堀とその内側にある内堀から構成されており、内堀で囲まれた部分が「シロ畠」と言われ、周囲と比べて一段と高くなった畠地となっている。この部分がちょうど筒井城の中心的な場所であったと思われている。堀の内側には土塁があり敵の侵入を防いだ。筒井城は大和郡山市の教育委員会が過去6回以上の発掘調査を実施、土師皿が一括陶器された状態で検出され、西側では幅12m以上、深さ2m以上の堀が検出されている。この堀は16世紀中ごろで石垣を持たない城としては最大級と考えられている。更に城の中心部からは7世紀はじめの大きな建物跡や4世紀の大きな溝が見つかっており、古くから重要な場所であった。また発掘調査から鉄砲玉が堀斜面より出土した。大きさは1.1cm、重さは7.68gの鉛製で、1559年（永禄2年）の筒井城落城の際に使われたとみられている。「松永久秀は筒井城を最新兵器を用いて攻めたかもしれない」と指摘されている。

現在筒井城の中心部は蓮根畑になっている。蓮根畑は「シロ畠」（田）をぐるりと取り巻いており、蓮根畑は筒井城の堀跡と推定されている。平城が城として使用されなくなって、耕地に使用する場合、本丸の周囲は低くなっているので田として利用しやすい。筒井城の場合も昭和初期以前は田であったようで、これが蓮根畑に変化したと言われている。この「シロ畠」には現在民家は建っていない。地元の人からは「筒井の殿様が住んでいたので遠慮して家を建てていない」と伝承されている。これは筒井城に限った事ではなく、中心部には民家は建てないという風習が広く見られる、と解説されている。
筒井集落の北側、南東側には現在でも外堀跡があり、また菅田比売神社の東側には幅約2mの内堀跡の遺構が良好に残っている。また菅田比売神社の境内の南側には、若干高くなった部分があり土塁跡が指摘されている。この菅田比売神社は筒井城があった頃から、位置を違えず鎮座していると考えられている。

### 北市場、南市場
城内には曲輪だけが存在したわけではない。「シロ畠」の東側一帯に北市場、須浜池の南側に南市場という字名が残されている。これは城内を縦貫している吉野街道沿いに存在していたと考えられている。このような街道と市場を城内に取り込むという事は、それだけで規模が大きくなることを意味する。普通、街道は誰に対しても通行できるが、城内に街道がはしっていると通行人に対して何がしかの規制が加わる事に繋がると考えられている。また市場やその住宅が城内にある事で、領主の保護が受けられるが、反面敵からの攻撃を受けたさい、防備の薄い市場から攻撃されやすい。第三次筒井城の戦いで筒井城が炎上したさいに、古市氏により市場から放火されたようである(『経覚私要抄』)。

### 鬼門
筒井城の東北隅で水堀が多折れに屈曲している。他でも屈曲している部分はあるが、連続して屈曲しているのはここだけである。このような曲輪の構造をしている理由として『筒井城総合調査報告書』では、
1. 防御を目的として意図的に設けられた
2. 元々の自然地形に沿って造られた
3. 風水による鬼門落しに相当する

が考えられるが、これらの可能性について検討している。
そもそも鬼門とは、中国で発展した地相術で、遣唐使によって日本に伝えられたが9世紀末に遣唐使が廃止になってからは、日本独自に変化し陰陽道（風水）の一つ、鬼門を嫌いそれを除ける風習があったと思われている。戦国時代の風水とは武士のものであって、陣取りや合戦の日時を風水によって決められる事もあった。
鬼門除けのひとつが「鬼門落し」で、建物や敷地の北東隅を欠くことで、北東隅を造らないようにしたもので、この「鬼門落し」で有名な施設は京都御所である。ほぼ正方形になっている禁裏であるが北東隅の塀だけが欠けている。また近世城郭では鹿児島城、日出城の鬼門櫓、江戸城の寛永寺や筋違門、彦根城の中堀における多折れ構造など中世の城郭でも数多くの「鬼門落し」が見られる。しかし、これらの例も風水のみではなく防備施設と兼ね備えている城々もあった。

そこで筒井城だが、五折れ構造になっているが、北東部には虎口が無く、隣接する東口、北口の両方の虎口にも横矢は掛からない為、防御のためではないと思われる。また、この部分には河川の氾濫を城内に及ぶのを防ぐため土塁を設けたとしても、多折れにする必要が無く地形に沿って丸くするか、あるいは直線に築くのが自然である。従って、防御や地形ではなく「風水のみに関わるもの」と結論づけられている。

## 城跡へのアクセス
- 鉄道 
  - 近鉄橿原線筒井駅徒歩約5分
- 自動車
  - 西名阪自動車道郡山ICから国道25号
  - 周辺に駐車場無し